# Hollow Bodies
| Recensione    | Giudizio |
| ------------- | -------- |
| Allmusic      | [ 1 ]    |
| Sputnik Music | [ 2 ]    |
| Rock Sound    | [ 3 ]    |
| About.com     | [ 4 ]    |

Hollow Bodies è il quarto album in studio del gruppo post-hardcore statunitense Blessthefall, pubblicato il 20 agosto 2013 dalla Fearless Records e prodotto da Joey Sturgis.

## Tracce
1. Exodus – 5:28
2. You Wear a Crown, But You're No King – 3:43
3. Hollow Bodies – 4:17
4. Déjà Vu – 4:17
5. Buried In these Walls – 3:46
6. See You On the Outside – 4:14
7. Youngbloods (feat. Jesse Barnett) – 2:56
8. Standing On the Ashes – 3:12
9. Carry On (feat. Jake Luhrs) – 3:15
10. The Sound of Starting Over – 4:08
11. Open Water (feat. Lights) – 6:59

## Formazione
- Beau Bokan – voce, tastiere
- Eric Lambert – chitarra solista
- Elliott Gruenberg – chitarra ritmica, cori
- Jared Warth – basso, screamo
- Matt Traynor – batteria, percussioni

## Classifiche
| Classifica         | Posizione massima |
| ------------------ | ----------------- |
| Billboard 200      | 15                |
| Alternative Albums | 2                 |
| Digital Albums     | 23                |
| Hard Rock Albums   | 1                 |
| Independent Albums | 3                 |
| Top Rock Albums    | 4                 |